# Paris-Ézy
Paris-Ézy est une course cycliste française disputée en début de saison en Île-de-France. Elle est organisée entre 1932 et 2009 par l'AC Boulogne-Billancourt.

## Palmarès
| Année     | Vainqueur            | Deuxième                | Troisième             |              |
| --------- | -------------------- | ----------------------- | --------------------- | ------------ |
| 1932      | René Durin           | Théodore Ladron         | Édouard Liermann      |              |
| 1933      | Séverin Vergili      | Robert Renoncé          | Ricardo Rodighiero    |              |
| 1934      | René Durin           | Fernand Tual            | Pierre Medinger       |              |
| 1935      | René-Paul Corallini  | Marcel Petit            | René Gosset           |              |
| 1936      | Elia Frosio          | Louis Gache             | François Le Coze      |              |
| 1937      | Joseph Goutorbe      | Galliano Pividori       | Guillaume Galenski    |              |
| 1938      | Raymond Lucas        | Camille Danguillaume    | Onorio D'Andrea       |              |
| 1939      | Lionel Marmier       | André Bobet             | Paul Deschamps        |              |
| 1940-1943 | non organisé         | non organisé            | non organisé          | non organisé |
| 1944      | Roger Prévotal       | Jean de Gribaldy        | Lucien Maelfait       |              |
| 1945      | Maurice Diot         | Attilio Redolfi         | Louis Orsetti         |              |
| 1946      | Pierre Coudert       | Jean Baldassari         | René Rouffeteau (de)  |              |
| 1947      | Fernand Decanali     | Serge Blusson           | Jean Baldassari       |              |
| 1948      | Pierre Coudert       | Jacques Dupont          | Valentin Gerussi      |              |
| 1949      | Léon Duau            | Jacques Dupont          | Robert Varnajo        |              |
| 1950      | Pierre Michel        | Jean Gavron             | Pierre Gaudot         |              |
| 1951      | Roger Huet           | Stanislas Bober         | René Lo Guidice       |              |
| 1952      | Guy Bidgrain         | André Papillon          | Paul Crouillère       |              |
| 1953      | Claude Barmier       | Jean Thaurin            | André Demur           |              |
| 1954      | Pierre Brun          | Roger Darrigade         | Blaise Bertolotti     |              |
| 1955      | Bernard Deconinck    | Jean Pouillat           | Roger Lafargue        |              |
| 1956      | Jacques Collado      | Joseph Gautier          | Gérard Simon          |              |
| 1957      | Michel Vermeulin     | Jean Plaudet            | Claude Doré           |              |
| 1958      | Jaume Alomar         | Henri Duez              | André D'Hoker         |              |
| 1959      | Jacques Marcellan    | Daniel Beaumont         | Alain Le Grevès       |              |
| 1960      | Robert Sciardis      | Norman Sheil            | André Mignard         |              |
| 1961      | Alan Ramsbottom      | Pierre Suter            | Jean-Louis Quesne     |              |
| 1962      | Michel Laurent       | Pierre Saint-André      | Jean-Louis Quesne     |              |
| 1963      | Adriano Dal Sie      | Jean-Paul Caffi         | Jacques Kotwas        |              |
| 1964      | Paul Lemeteyer       | Jean Jourden            | Jean-Claude Wuillemin |              |
| 1965      | Pierre Bouton        | Michel Benoît           | Francis Ducreux       |              |
| 1966      | Claude Guyot         | Bernard Guyot           | Daniel Ducreux        |              |
| 1967      | Christian Coralle    | Walter Ricci            | Gerard Lettoli (it)   |              |
| 1968      | Daniel Ducreux       | Alain Van Lancker       | Bernard Janson        |              |
| 1969      | Daniel Proust        | Christian Coralle       | Régis Delépine        |              |
| 1970      | Jean-Claude Blocher  | Guy Castel              | Alain Manchon         |              |
| 1971      | Paul-Louis Combes    | Régis Ovion             | Claude Duterme        |              |
| 1972      | Rachel Dard (en)     | Régis Ovion             | Jacques-André Hochart |              |
| 1973      | André Corbeau        | Guy Dolhats             | Bernard Chevillard    |              |
| 1974      | Alain Meunier        | Éric Lalouette          | Gérard Colinelli      |              |
| 1975      | José Beurel          | Jonathan Boyer          | Ivar Jakobsen         |              |
| 1976      | Didier Van Vlaslaer  | Yves Carbonnier         | Jean-Raymond Toso     |              |
| 1977      | Jonathan Boyer       | Dino Bertolo            | Patrice Thévenard     |              |
| 1978      | Marc Merdy           | Graham Jones            | Sylvain Desfeux       |              |
| 1979      | Loubé Blagojevic     | Kevin Jamieson          | Philippe Badouard     |              |
| 1980      | Francis Castaing     | Alain Bondue            | Stephen Roche         |              |
| 1981      | Yves Beau            | Jeff Williams (en)      | Philippe Saudé        |              |
| 1982      | Yves Beau            | Gilbert Cervera         | Jean-Jacques Philipp  |              |
| 1983      | Bernard Chesneau     | Jean-Luc Garnier        | Gilles Benichon       |              |
| 1984      | Alain Leigniel       | Philippe Brenner        | Éric Rekkas           |              |
| 1985      | Jean-Jacques Philipp | Daniel Mahier           | Bruno Borde           |              |
| 1986      | Daniel Mahier        | Dante Rezze             | Didier Champion       |              |
| 1987      | Jean-Charles Bézard  | Ben Luckwell (en)       | Jean-Luc Aulnette     |              |
| 1988      | annulé               | annulé                  | annulé                | annulé       |
| 1989      | Jean-Jacques Philipp | Pascal Badin            | William Pérard        |              |
| 1990      | Sławomir Krawczyk    | Olaf Lurvik             | Pascal Chavant        |              |
| 1991      | Francisque Teyssier  | Kim Marcussen (de)      | Pierre Bonal          |              |
| 1992      | David Orcel          | Christophe Leroscouet   | Bruno Thibout         |              |
| 1993-1994 | annulé               | annulé                  | annulé                | annulé       |
| 1995      | Carlos Da Cruz       | Michel Dubreuil         | Sébastien Hatton      |              |
| 1996      | Florent Brard        | Frederik Bertelsen (en) | Christophe Moëc       |              |
| 1997      | Christophe Zolli     | Yannick Djouadi         | Stéphane Calvez       |              |
| 1998      | Christophe Berthier  | Laurent Planchaud       | Thierry François      |              |
| 1999      | Alexandre Chouffe    | Stéphane Foucher        | Lionel Lorgeou        |              |
| 2000      | Benjamin Levécot     | Miika Hietanen          | Lionel Lorgeou        |              |
| 2001      | Mads Kaggestad       | Kjetil Løitegård        | Gabriel Rasch         |              |
| 2002      | Stéphane Foucher     | Saïd Haddou             | Tony Cavet            |              |
| 2003      | Gaëtan Marques       | Stéphane Foucher        | Frédéric Simon        |              |
| 2004      | Stéphane Bonsergent  | Renaud Pioline          | Oscar Stenström (fi)  |              |
| 2005      | annulé               | annulé                  | annulé                | annulé       |
| 2006      | Romain Feillu        | Renaud Pioline          | Olivier Nari          |              |
| 2007      | Franck Perque        | Brice Feillu            | Franck Vermeulen      |              |
| 2008      | Brice Feillu         | Benoît Daeninck         | Alexis Bodiot         |              |
| 2009      | Clément Mas          | Arnaud Molmy            | Renaud Pioline        |              |
| 2010-2012 | annulé               | annulé                  | annulé                | annulé       |